# Barili
Barili é um município de  segunda classe de renda municipal (d) na província Cebu, nas Filipinas. De acordo com o censo de 1 de maio  de  2020 possui uma população de 80 715 pessoas e 18 638 domicílios.